# Mizaga
Mizaga är ett släkte av spindlar. Mizaga ingår i familjen kardarspindlar.
Kladogram enligt Catalogue of Life:
| Mizaga | \| \| Mizaga chevreuxi \| \| \| \| \| \| Mizaga racovitzai \| \| \| \| |
|        | \| \| Mizaga chevreuxi \| \| \| \| \| \| Mizaga racovitzai \| \| \| \| |
|        | Mizaga chevreuxi                                                       |
|        |                                                                        |
|        | Mizaga racovitzai                                                      |
|        |                                                                        |